# Sam Rayburndam
De Sam Rayburndam is een stuwdam op de Angelina River in het noordoosten van Texas in de Verenigde Staten. Hij ligt 130 km ten noorden van Beaumont en 16 km ten noordwesten van Jasper in Jasper County.
De Angelina River is de belangrijkste zijrivier van de Neches River.
Het stuwmeer heet het Sam Rayburn Reservoir en heeft een capaciteit van 4931 km³ en is het grootste kunstmatige meer dat geheel in Texas ligt. De stuw werd gebouwd door het United States Army Corps of Engineers van Fort Worth en wordt ook door hen beheerd.
De aanleg van dam en stuwmeer begon op 7 september 1956 en de vulling begon op 29 maart 1965. De stuw dient zowel voor waterbeheersing en elektriciteitsproductie als voor recreatie. De totale kosten, inclusief recreatie-infrastructuur, werd op 66 miljoen dollar geraamd.
Tot 1963 heette het stuwmeer: McGee Bend Reservoir. In september 1963 besliste het Congres tot naamswijziging ter ere van de kort daarvoor overleden Sam Rayburn, woordvoerder van het Huis van Afgevaardigden, die zich onder andere voor de bescherming van de waterkwaliteit had ingezet.